# Pericelis orbicularis
Pericelis orbicularis är en plattmaskart. Pericelis orbicularis ingår i släktet Pericelis och familjen Pericelidae. Inga underarter finns listade i Catalogue of Life.